# Anna Garcia Garay
Anna Garcia Garay   (Sabadell, 1972) és una poetessa catalana. Ha participat en projectes literaris col·lectius de l'Associació de Relataires en Català (ARC) com a primer llibre de poemes, Tensant el vers i Garbuix de contes.

## Trajectòria
L'any 2006 guanyà el primer Premi de Poesia Miquel Martí i Pol del Principat d'Andorra amb el poema «Desfent camins», i el 2007 quedà finalista en el certamen Gat Literari de Torelló amb el recull de poemes Funambulismes a la corda fluixa de la nit. El 2009 guanyà el tercer premi del concurs e-Poemes convocat per La Vanguardia amb el poema «Beatus ille», i l'any 2010 quedà entre els set finalistes del IX Premi de Poesia de Sant Cugat a la memòria de Gabriel Ferrater amb el recull poètic Tot allò que vaig voler dir-te.
El 2011, dins dels Premis Ciutat d'Igualada de Creació Artística, guanyà el XVII Premi de Poesia Joan Llacuna amb l'obra Assassins de margarides, guardó que feu possible la publicació del seu primer llibre al març de 2012 i, el mateix any, obtingué l'onzè Premi de Poesia de Sant Cugat a la memòria de Gabriel Ferrater amb Els mots encreuats. L'any 2019, guanyà el Premi Màrius Torres amb el poemari Dietari del buit, escrit arran de ser operada per primera vegada a la seva vida i «pensar en el buit físic que m'havien deixat a dins».

## Poesia
- Assassins de margarides (Viena Edicions, 2012)
- Els mots encreuats (Edicions 62, 2012)
- Dietari del buit (Pagès Editors, 2020)